# Maaterjärvi
Maaterjärvi eller Maaderjärvi är en sjö i Finland. Den ligger i kommunen Enontekis i landskapet Lappland, i den norra delen av landet, 1 000 km norr om huvudstaden Helsingfors. Maaterjärvi ligger 466,2 meter över havet. Omgivningarna runt Maaterjärvi är i huvudsak ett öppet busklandskap. Arean är 90 hektar och strandlinjen är 6,66 kilometer lång. Sjön  ingår i Kemi älvs huvudavrinningsområde. 